# Затопление орбитальной станции «Мир»
Затопление орбитальной станции «Мир» — контролируемая операция по управляемому сведению с орбиты российского орбитального комплекса «Мир» с последующим его затоплением в Тихом океане 23 марта 2001 года. На момент затопления станция состояла из семи модулей: базовый блок, «Квант», «Квант-2», «Кристалл», «Спектр», «Природа» и стыковочный модуль («Спектр» и «Природа» остались недостроенными).
Затопление станции прошло в три этапа. Первым этапом было снижение орбиты до 220 км под воздействием тормозного импульса грузового корабля «Прогресс М1-5». Вторым этапом стал перевод станции на высоту 165 км с помощью двух тормозных импульсов «Прогресса» в 0:32 UTC (3:32 по московскому времени) и 2:01 UTC (5:01 по московскому времени). Третий этап заключался в последнем торможении двигателями «Прогресса» в 5:08 UTC (8:08 по московскому времени), которое продолжалось 22 минуты. В 5:39 UTC станция начала разрушаться, а в 5:44 UTC она вошла в плотные слои атмосферы, снизившись до высоты менее 100 км (над территорией Фиджи) и практически полностью разрушилась: свидетелями падения обломков стали местные жители, заснявшие его на видео. Затопление произошло в 9:01 по московскому времени в южной части Тихого океана на закрытом для судоходства кладбище космических кораблей. Координаты центральной точки падения — 40° ю. ш. 160° з. д., примерно в 1500 км к юго-западу от расчётной точки.
Мнения общественности по поводу затопления станции разделились: согласно социологическим опросам, 39 % опрошенных в России выступили против затопления «Мира», 27 % поддержали затопление, остальные 34 % затруднились ответить. Согласно официальному заявлению директора Российского космического агентства Юрия Коптева, причинами принятия решения о затоплении станции стали начавшийся необратимый процесс разрушения после серии технических поломок и слишком высокая стоимость обслуживания (по разным оценкам, от 70 до 200 миллионов долларов в год). Россия отказалась от дальнейшей эксплуатации станции «Мир» в пользу развития своего сегмента на Международной космической станции.

## Предыстория
Орбитальная станция «Мир» была запущена 19 февраля 1986 года с космодрома Байконур. Она проработала 15 лет, 1 месяц и 2 дня, в том числе в течение 9 лет, 11 месяцев и 20 дней непрерывно в пилотируемом режиме, перейдя 27 августа 1999 года в автоматический режим после отключения компьютера «Мира». Первый экипаж в лице Владимира Соловьёва и Леонида Кизима прибыл на станцию 13 марта 1986 года, а всего на борту станции побывали 104 космонавта (в том числе 62 иностранца) из 12 стран мира. С ней состыковались 95 космических кораблей типа «Союз» и «Прогресс». За время эксплуатации станции было выполнено более 23 тысяч научных экспериментов и исследований, а также 78 выходов в открытый космос общей продолжительностью 330 часов 8 минут. Всего станция «Мир» совершила 86 331 виток вокруг Земли. Собственником станции с 1991 года была РКК «Энергия». С момента запуска и до сведения с орбиты на обслуживание станции «Мир» было выделено более 4,2 млрд долларов США.

## Причины затопления станции

### Финансовые
Из-за серьёзных экономических трудностей государственное финансирование космонавтики в 1990-е годы было очень скромным. Дальнейшее строительство и обслуживание станции «Мир»  велось за счёт средств, получаемых за полёты иностранных астронавтов (в основном, астронавтов США) и рекламу продукции различных компаний и предприятий: в частности, рекламировались швейцарские часы Omega, кухонные процессоры РКК «Энергия», молочные продукты компании Tnuva, газированные напитки Coca-Cola и Pepsi.
В 1998 году началось строительство МКС. Российское космическое агентство стало финансировать строительство и обслуживание российского сегмента МКС, а бюджетное финансирование станции «Мир» прекратилось из-за большого долга перед РКК «Энергия» и всей кооперацией.
Для нормального функционирования «Мира» на орбите в пилотируемом режиме ежегодно требовалось, по разным оценкам, от 70 до 200 млн долларов США. Несмотря на доходы от 17 коммерческих полётов в 1 млрд долларов США и прибыль от рекламы в размере 2 млн долларов США, у РКК «Энергия» не хватало средств на ремонт станции. По словам главы Российского космического агентства Юрия Коптева, восстановление станции обошлось бы в 350 млн долларов США и заняло бы 4 года, что было гораздо дороже строительства новой станции или обслуживания российского сегмента МКС.

### Технические

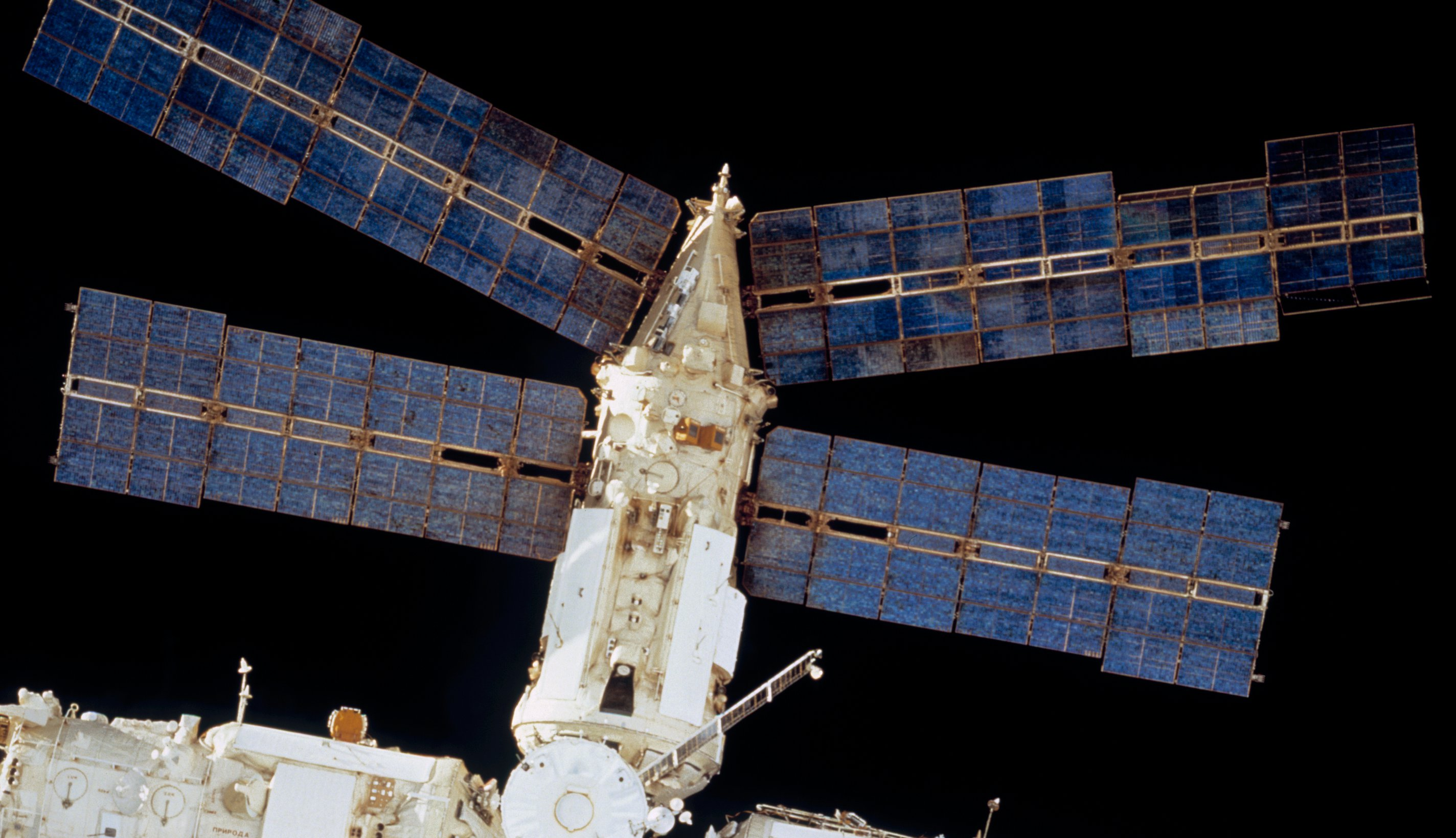
Модуль «Спектр» в составе станции «Мир»

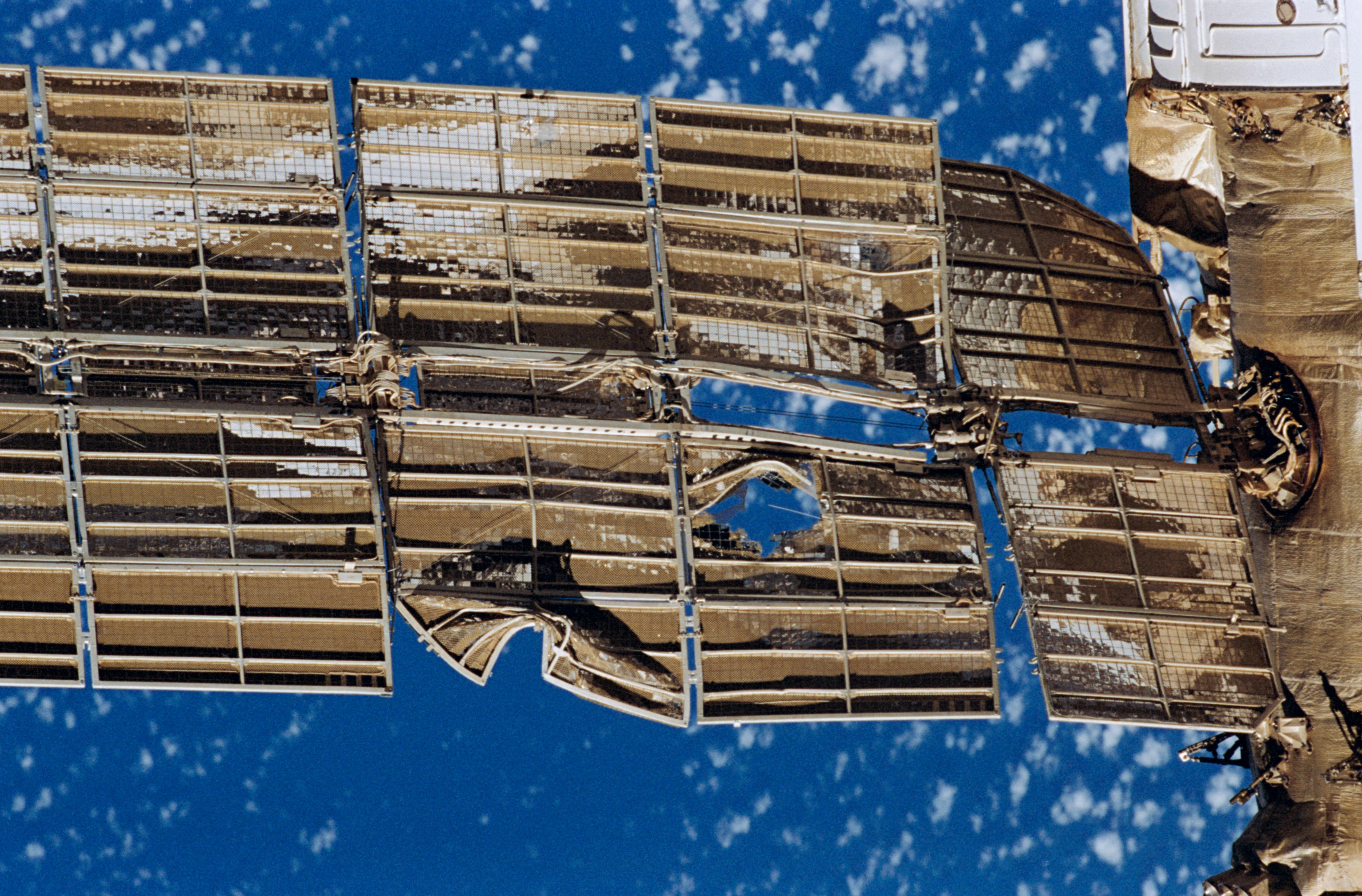
Повреждённая солнечная батарея модуля

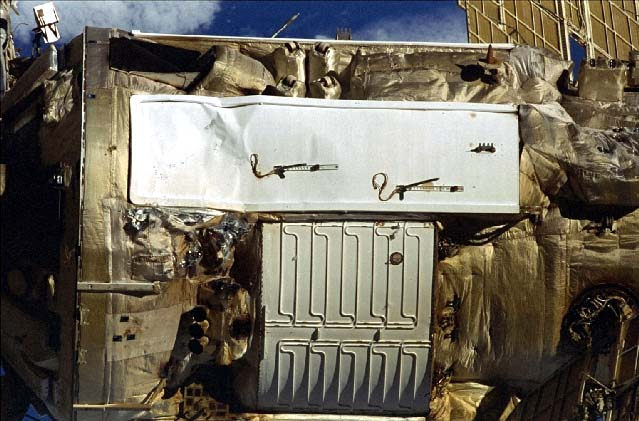
Повреждённый радиатор и внешняя оболочка модуля

Станция «Мир», изначально рассчитанная приблизительно на 5 лет работы, пробыла в космосе 15 лет. Однако состояние станции ухудшалось с каждым годом, и к 1997 году время, необходимое на ремонтно-восстановительные работы, превысило уже в два с половиной раза время, затраченное на научные эксперименты. В 2000 году, по мнению экспертов, станция подошла к тому моменту, когда абсолютно любая из систем могла выйти из строя в любой момент. К этому моменту «Мир» находился на орбите на расстоянии менее чем в 250 км от поверхности Земли. Космонавт Александр Калери говорил, что на станции были случаи разгерметизации и проблемы с обеспечением теплового режима.
За всё время полёта «Мира» на аппаратуре и оборудовании произошло почти 4 тысячи поломок и неисправностей, а также несколько по-настоящему серьёзных происшествий. Первым стало столкновение в январе 1994 года корабля «Союз ТМ-17», пилотируемого Василием Циблиевым, с комплексом «Мир» во время облёта последнего. Удар произошёл по касательной, и станция серьёзно не пострадала. 23 февраля 1997 года произошёл пожар из-за возгорания кислородной шашки при замене воздушного фильтра: экипаж Василия Циблиева и Александра Лазуткина сумел локализовать и потушить пожар, но целые сутки после этого космонавты провели в респираторах. 25 июня 1997 года произошло второе столкновение: грузовой корабль «Прогресс М-34» врезался в модуль «Спектр», в котором находилась американская исследовательская аппаратура. Модуль был выведен из строя, а ликвидировать поломку так и не удалось. В сентябре 1997 года из-за компьютерной ошибки «Мир» потерял ориентировку на Солнце, и контроль над станцией удалось восстановить только на следующие сутки. Наконец, 25 декабря 2000 года со станцией потеряли связь на сутки из-за разрядки буферных батарей.
Наиболее критичными бортовыми системами являлись системы управления движением, управления тепловым режимом экипажа, энергопитания и бортовых измерений. В частности, были зафиксированы следующие проблемы в работе модулей:
- дефицит ресурсов приборов вычислительного комплекса и полная выработка ресурсов гиродинов на модулях «Квант-1» и «Квант-2»[12];
- истечение гарантийного срока эксплуатации аппаратуры «Курс 100»[12];
- отсутствие обеспечивания требуемого теплового режима на станции[12];
- полная выработка ресурса блоков 8 аккумуляторных батарей из 12, отключение солнечной батареи доснащения модуля «Квант» и стабилизатора тока СТ 25-11[12];
- отказ двух передатчиков системы бортовых измерений БР9СУ5, дефицит ресурсов приборов системы телеметрической информации БИК-3[12];
- неблагоприятное воздействие на элементы конструкции влаги и микрофлоры внутри герметичных отсеков[12].

## Проекты спасения станции
Многие организации предлагали свои проекты спасения станции. Так, в 2000 году Российское космическое агентство заключило соглашение с MirCorp, по которому станция предназначалась для коммерческого использования. Корпорация привлекла более 40 млн долларов для обслуживания станции: корабль «Союз ТМ-30» доставил одну экспедицию и два грузовых корабля для серии научных исследований, а сама корпорация предложила и далее отправлять космических туристов за большие суммы. Однако Правительство России засомневалось в способности MirCorp финансировать дальнейшее обслуживание станции. Некоторые западные телеканалы даже готовы были снять на станции реалити-шоу, доходы от показа которого пошли бы на дальнейшее содержание «Мира». 13 марта 2001 года во время посещения ЦУПа президент Ирана Мохаммад Хатами выразил заинтересованность в покупке станции «Мир». Иранское правительство предложило финансировать станцию в течение ещё двух или трех лет в обмен на подготовку иранских космонавтов в России. Тегеран интересовался военным использованием станции, поскольку оборудование могло использоваться и в военных целях (станция «Мир» могла фиксировать пуски крылатых ракет и передвижение разных летательных аппаратов).

## Подготовка к операции по затоплению
16 ноября 2000 года на заседании Правительства Российской Федерации Юрий Коптев предложил затопить станцию по причине выработки ресурса и невозможности обеспечения требований по научной программе и пилотируемым полётам. Последние средства, потраченные государством на обслуживание станции, составили 750 млн рублей и были выделены из государственного бюджета на её затопление. Премьер-министр Михаил Касьянов поддержал предложение Коптева, и 30 декабря 2000 года Правительством Российской Федерации было издано постановление № 1035 «О завершении работы орбитального пилотируемого комплекса "Мир"». Операцию по затоплению назначили на 23 марта 2001 года. Первоначальный план по приземлению станции на Кавказе был отвергнут из-за возможных разрушений, и в итоге станцию решили затопить в Тихом океане в специальном несудоходном районе, ограниченном координатами 53° ю. ш. 175° з. д., 23° ю. ш. 175° з. д., 23° ю. ш. 132° з. д., 30° ю. ш. 127° з. д., 30° ю. ш. 90° з. д. и 53° ю. ш. 90° з. д. и использующемся для затопления остатков ракет-носителей и космических объектов.
«Мир» был не первой в истории космической орбитальной станцией, продолжавшей серию станций по программе «Салют» (фактически под названием «Мир» был запущен «Салют-8»), но до этого момента ни одно государство не имело подобного опыта по спуску с орбиты и затоплению орбитальных комплексов. Согласно заявлению представителя ЦУП Валерия Лындина и заместителя руководителя полётом станции «Мир» Виктора Благова, для этой операции к станции 27 января 2001 года пристыковался грузовой корабль «Прогресс М1-5» с увеличенным запасом топлива, поскольку топлива для затопления массивной станции на ней было недостаточно. Некоторые сотрудники ЦУПа прозвали этот корабль «Герасимом», а станцию — «Муму».

## Меры предосторожности
Несмотря на уверения Центра управления полётами о просчитанной траектории падения станции, власти многих стран Тихоокеанского региона призвали граждан не покидать свои дома в момент падения обломков: предполагалось, что крупные обломки могут не сгореть в атмосфере и упасть на сушу. «Росавиакосмос» предусмотрел все возможные сценарии развития событий и предложил всем третьим лицам, которым будет нанесён ущерб от падения станции, страховку в размере 200 миллионов долларов США.
Одной из первых о возможном падении обломков заявила Япония: министр по чрезвычайным ситуациям Бунмеи Ибуки призвал граждан в течение 40 минут (времени, когда станция проходила над территорией Японии) ни в коем случае не покидать свои дома, несмотря на минимальный риск падения обломков станции. Силы гражданской обороны Японии были приведены в повышенную боевую готовность. К предельной осторожности призвали власти Новой Зеландии, обратившись к пилотам гражданской авиации и капитанам гражданских судов (в том числе и рыболовецких кораблей) с призывом воздержаться от путешествий по южной части Тихого океана. Как минимум два новозеландских рыболовецких судна находились в квадрате затопления станции, а их рыбаки отказывались покидать зону. Впрочем, заместитель директора по Департаменту морской безопасности Новой Зеландии Тони Мартин заявил, что никто из моряков не пострадал. Также определённые меры предпринимали власти Австралии в лице министра по чрезвычайным ситуациям островных государств Британского содружества и заморских территорий Франции Дэвида Темплмена, а также правительство Чили (обломки предыдущей станции «Салют-7» упали в Андах). Тем не менее, некоторые жители Фиджи специально вылетели на самолёте, чтобы зафиксировать момент пролёта обломков станции: среди них были и российские туристы, в том числе космонавт Сергей Авдеев. Часть островитян провела ряд религиозных ритуалов, надеясь, что обломки станции упадут на территорию Фиджи и государство получит право требовать от России обещанную страховку.

## Операция по затоплению

Траектория полёта станции и место затопления

Процесс затопления осуществлялся под контролем специалистов из российского Центра управления полётами (город Королёв) во главе с космонавтом Владимиром Соловьёвым, участвовавшим в первой экспедиции на станцию, и Европейского центра управления космическими полётами (город Дармштадт, Германия). В обоих залах московского ЦУП располагались около 600 представителей более 100 российских и зарубежных СМИ, а также 100 дипломатов, наблюдавших за ходом операции по затоплению. Путём телеконференции вся информация из российского ЦУП поступала как представителям Европейского космического агентства, так и непосредственно сотрудникам Европейского центра управления космическими полётами. Наблюдение за сведением станции «Мир» с орбиты велось в девяти отдельных командно-измерительных комплексах Военно-космических сил Российской Федерации. Для контроля сведения станции с орбиты была задействована специальная навигационная программа, которая моделировала движение станции и вид из телекамеры, направленной в сторону Земли. На одном из компьютеров ЦУПа сравнивались вид с телекамеры модели станции с тем, что отображалось с телекамеры «Мира». При совпадении видов сотрудники ЦУПа сразу же принимали решение о включении двигателей.
23 марта 2001 года в 2:20 по московскому времени станция вышла на расчётную предспусковую орбиту. В 3:32:33 по московскому времени «Прогрессом» был дан первый тормозной импульс путём включения восьми малых периферийных двигателей, и станция снизилась приблизительно до высоты 220 км (так называемой «точки невозврата»). Менее чем через полтора часа, в 5:01:14, был дан второй импульс, и станция снизилась примерно до высоты 165 км. Третий и последний импульс «Прогресс» выдал в 8:08:30, и вскоре комплекс пропал с экранов российских военных радаров, располагавшихся на Дальнем Востоке (слежение за станцией продолжили японские астрономы). Третий импульс длился 22 минуты: он начался над Средиземным морем недалеко от острова Крит и завершился символически над территорией Казахстана в районе космодрома Байконур (по расчётам, он должен был начаться над Гвинейским заливом и закончиться над территорией Кавказа).
В 8:39 станция начала разрушаться, находясь над районом Маршалловых островов, а в 8:44 она вошла в плотные слои атмосферы, снизившись до высоты менее 100 км (в районе города Нанди на островах Фиджи). Вокруг оболочки «Мира» образовалась горячая плазма. На высоте около 100 км начался основной процесс разрушения станции: первыми деформировались панели солнечных батарей и выносные антенны. На высоте 80 км от станции оторвались деформированные солнечные батареи, а на высоте 60 км произошло разрушение станции, которая распалась на несколько частей. Горящие обломки станции можно было видеть с территории Австралии, Новой Зеландии, Чили и Фиджи. Телекомпании всех стран мира в прямом эфире передавали уникальные кадры. По местному тихоокеанскому времени процесс затопления длился с 16:20 по 20:29. Наиболее массивные и тугоплавкие, а также самые лёгкие фрагменты станции достигли поверхности Земли.
Согласно официальному заявлению, несгоревшие части станции затонули в 5:59:24 по Гринвичу (8:59:24 по московскому времени) в несудоходном районе Тихого океана, между Новой Зеландией и Чили. В результате операции никто не пострадал, хотя в некоторых странах тихоокеанского региона власти рекомендовали людям не выходить из своих домов в момент падения обломков. Последними, кто отследил путь падения остатков «Мира», стали военнослужащие Армии США, располагавшиеся на атолле Кваджалейн. Траекторию падения станции также отслеживали представители Министерства обороны Германии и НАСА.
После сообщения о завершении операции по затоплению «Мира» многие сотрудники Центра управления полёта, до этого не проявлявшие никаких эмоций, уже не смогли сдержать чувств: некоторые из сотрудников плакали, хотя часть радовалась тому, что операцию по сведению с орбиты удалось провести идеально и завершить без каких-либо происшествий. В российском Центре управления полётами была объявлена минута молчания. Окончательные координаты места падения станции были определены как 40° ю. ш. 160° з. д.. Отклонение от предполагаемой точки падения — 47° ю. ш. 140° з. д. — составило 1500 км, а обломки были разбросаны в радиусе 100 км от итоговой точки падения.
Несмотря на то, что жертв и разрушений не было, один из жителей города Тайчжун (Тайвань), не выдержав напряжения в связи с грядущим крушением станции, за день до крушения станции сжёг себя заживо на кладбище.

## Итоги
На момент своего затопления станция «Мир» являлась крупнейшим космическим объектом, совершившим выход в околоземное пространство и вернувшимся на Землю. На момент затопления  вес станции составил 140 тонн, кроме всего прочего, на ней были три новогодние ёлки и костюм Деда Мороза, оставленные там предыдущими экспедициями, а также электрогитара, коллекция видеофильмов, фотография Юрия Гагарина, кукла-космонавт Вакоша (сделана детьми из Ставропольского молодёжного аэрокосмического центра) и библиотека из сотни книг, в число которых входили Коран и Библия. До воды долетело всего 12 тонн, хотя впоследствии «Роскосмос» давал также оценку несгоревшей массы в 25 тонн.
По мнению заведующего лабораторией Института океанологии РАН Вадима Пелевина, от находившихся на станции вещей уже не осталось ничего в момент её вхождения в атмосферу Земли, а останки «Мира» вряд ли когда-либо будут подняты со дна Тихого океана, поскольку глубина океана в точке падения станции составляет от 3 до 5,5 км, а туда может опуститься только батискаф «Мир».

## Мнения

### Сторонники

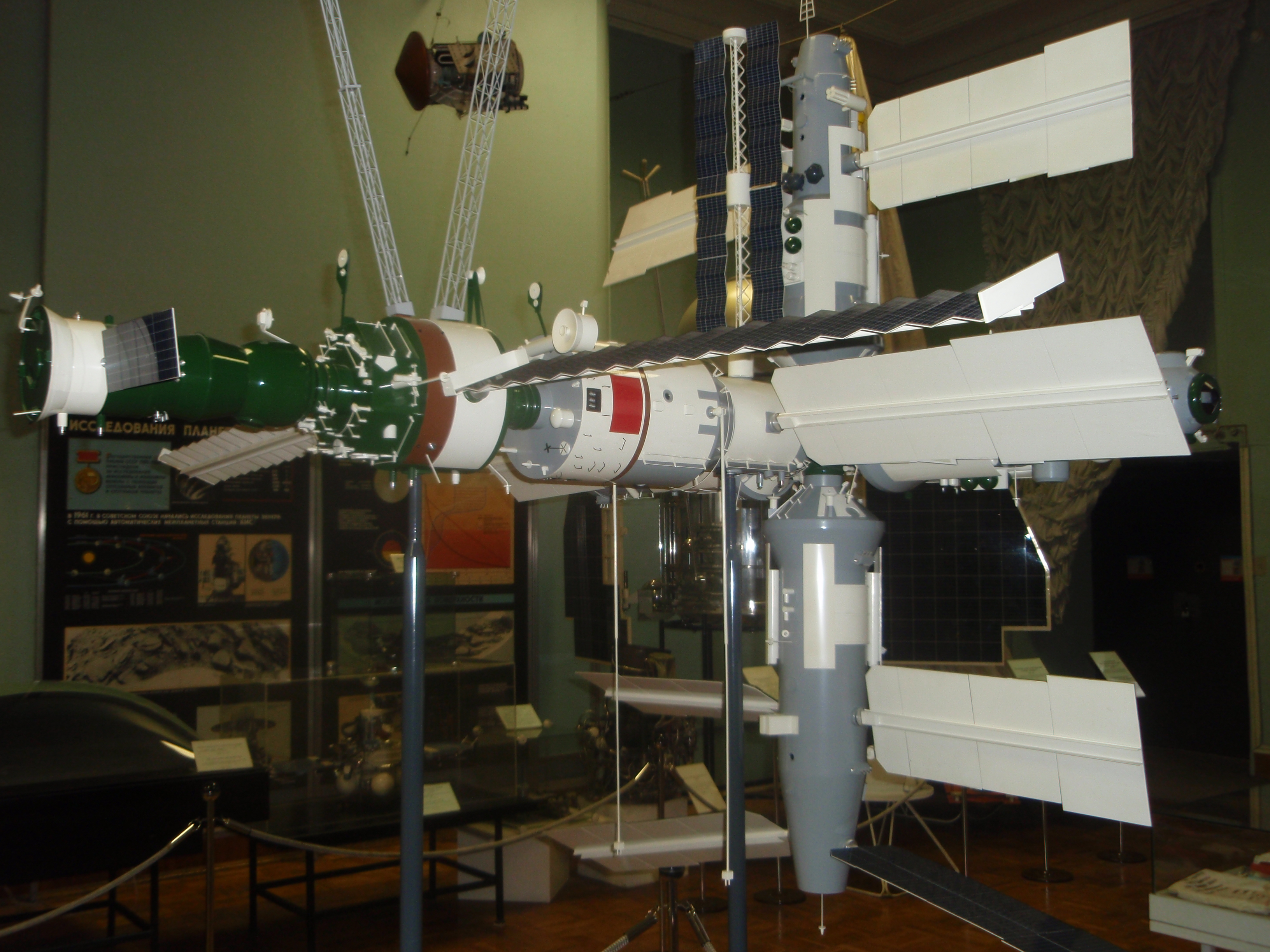
Модель орбитальной станции «Мир» в Государственном Политехническом музее (г. Москва)

Сторонники затопления орбитальной станции «Мир», в числе которых был и Юрий Коптев, приводили два главных аргумента. Во-первых, количество и частота инцидентов, происходивших на станции в последние годы перед её затоплением, свидетельствовали о недостаточной безопасности «Мира» для работы космонавтов. Во-вторых, стоимость содержания «Мира» была слишком высокой для российской космонавтики при скромном государственном финансировании, а обслуживание российского сегмента Международной космической станции было на порядок дешевле. Коптев, занявший позднее должность председателя научно-технического совета госкорпорации «Ростехнологии», и спустя 10 лет после затопления «Мира» считал, что принял правильное решение. Содержание второй орбитальной станции, по его словам, не было бы возможным даже при бюджете «Роскосмоса» на 2011 год, составлявшем тогда 120 миллиардов рублей.
Согласно заявлениям сторонников затопления «Мира», использовавшиеся для поддержки станции транспортные корабли фактически брались в долг у программы МКС, а по ней у России уже были чёткие обязательства перед западными партнёрами. Приступить к работе на МКС Россия могла только после затопления станции «Мир». Некоторые сторонники также утверждали, что на «Мире» обитали мутировавшие бактерии, которые могли быть потенциальными разносчиками эпидемии, и поэтому затопление станции было необходимо с целью предотвращения возможных пандемий и вспышек вирусов на Земле. Впрочем, все заявления о каких-либо бактериальных мутантах опровергались работавшими на «Мире» космонавтами и учёными-микробиологами.

### Противники
Основными аргументами противников затопления станции были высокая важность станции для научно-технического прогресса, а также крайняя необходимость в развитии российской научно-космической программы. Противники затопления считали, что ресурсы станции не были выработаны даже на 50 %, а сведение станции с орбиты и последующее затопление было названо КПРФ «целенаправленным уничтожением», выполненным в интересах США. Основания для подобных заявлений, по совпадению, были упомянуты в рассекреченном 11 января 2001 года докладе министра обороны США Дональда Рамсфелда, в котором предоставлялись основные пункты развития военно-космической политики США, в том числе и предложения о пересмотре ряда документов, ограничивавших деятельность США по развитию и защите своей космической инфраструктуры от конкуренции других стран, возможных вооружённых нападений, хакерских атак и саботажей. По мнению критиков, «Мир» на 2001 год всё ещё являлся серьёзным конкурентом для МКС в финансовом и научном планах, и американцы всячески продвигали идею затопления, чтобы не позволить России оспорить лидерство США в исследовании космоса.
Идею сведения «Мира» с орбиты не поддерживали космонавты Владимир Титов, Светлана Савицкая, Александр Калери, Анатолий Арцебарский и Виталий Севастьянов, а также гендиректор РКК «Энергия» Юрий Семёнов. Председатель партии ЛДПР Владимир Жириновский, также выступавший против затопления «Мира», 24 ноября 2000 года провёл закрытое заседание в Государственной думе, вынеся проект постановления «О функционировании орбитальной станции „Мир“ в пилотируемом режиме». В постановлении говорилось, что продолжение программы «Мир» может сохранить более 100 тысяч рабочих мест высококвалифицированных научных и инженерно-технических работников, поддержать социальную стабильность, дальнейшее развитие современных наукоемких производств, которые в случае правильно поставленного менеджмента могли бы в будущем стать основой роста благосостояния страны; также станцию предлагали сделать основным элементом системы глобального мониторинга, которая могла бы защищать страны мира от крупномасштабных катастроф природного и техногенного характера, вызванных в том числе террористическими актами и военными действиями. Дума приняла предложенное постановление о сохранении станции, однако Правительство Российской Федерации всё же подписало постановление о прекращении эксплуатации «Мира».